# جايسون كونغور
جايسون كونغور هو محامي وسياسي أمريكي، ولد في 27 مارس 1968 في كاليفورنيا في الولايات المتحدة. نشط حزبياً في الحزب الجمهوري. وقد انتخب عضو مجلس نواب أوريغون ‏.

## وصلات خارجية
- الموقع الرسمي